# Хелън Гърли Браун
Хелън Гърли Браун (на английски: Helen Gurley Brown) е американска журналистка, издателка и писателка на произведения в жанра чиклит и документалистика. Тя е главен редактор на списание „Космополитън“ в продължение на 32 години.

## Биография и творчество
Хелън Мари Гърли Браун е родена на 18 февруари 1922 г. в Грийн Форест, Арканзас, САЩ. Тя е по-малката дъщеря на Клео Фред и Айра Гърли. Баща ѝ Айра е назначен за комисар на Комисията по дивеч и риба в Арканзас, а след избирането му в законодателния орган на щата Арканзас семейството се премества в Литъл Рок, Арканзас. Той умира при инцидент с асансьор през 1932 г., а сестра ѝ заболява от детски паралич. През 1937 г. семейството се мести в Лос Анджелис. Учи в политехническата гимназия „Джон Х. Франсис“. След завършването ѝ семейството се премества в Уорм Спрингс, Джорджия.
Следва един семестър в Тексаския държавен колеж за жени, а след това се премества обратно в Калифорния, за да следва в „Уудбъри Бизнес Колидж“, който завършва през 1941 г. По-късно преминава и разширени писмени курсове в Калифорнийския университет – Лос Анджелис. През 1947 г. майка ѝ и сестра ѝ се преместват в Осейдж, Арканзас, а тя остава в Лос Анджелис.
След дипломирането си, в периода 1942 – 1945 г., работи като секретарка в „Музикална корпорация на Америка“, в периода 1945 – 1947 г. е секретарка в Агенция „Уилям Морис“, а в периода 1948 – 1958 г. работи като копирайтър в рекламна агенция Foote, Cone & Belding в Лос Анджелис, ставайки един от най-добре платените рекламни копирайтъри началото на 60-те години, получавайки награди за това. В периода 1958 – 1962 г. работи като рекламен писател и счетоводител в рекламна агенция Kenyon & Eckhardt в Холивуд. През 1959 г. се жени за Дейвид Браун, който по-късно става известен филмов продуцент.
През 1962 г. е издадена първата ѝ книга „Сексът и неомъжената жена“. В нея тя излага вижданията и съветите си за изкуството да бъдеш жена – за срещате с мъжете и откриването и омайването им, удоволствието от флирта, наслаждението от връзката, позитивите и недостатъците на женените мъже, различаването на мъжете тип „малко момче“ и „Дон Жуан“, всичко за това как жените да живеят и да обичат живота си. Книгата става международен бестселър и я прави известна. През 1964 г. по книгата е направен едноименният филм с участието на Натали Ууд. През 1965 г. е издадена и книгата ѝ „Сексът и офисът“, в която продължава със съветите си към жените.
През 1965 г. е назначена за главен редактор списание „Космополитън“. Под нейното ръководство до 1997 г. „Космополитън“ става световно известно като списание за съвременната необвързана жена с кариера, като защитник на сексуалната свобода на жените, представяйки жени модели за подражание, жените които имат всичко – „любов, секс и пари“. Представяният модел на подражание, т.нар. Cosmo Girl, играе важна роля за радикалните промени в обществото, наричани „сексуална революция“. Заедно с работата си в списанието, в периода 1967 – 1968 г., е и главен редактор на списание EYE, а от 1972 г. е и редакционен директор на международни издания на „Космополитън“ (59) на издателската корпорация „Хърст“, на която позиция остава до смъртта си. Участва и като гост в множество телевизионни и радио програми. В продължение на години е обявявана за една от най-влиятелните американски жени. През 1988 г. е включена Залата на славата на издателите.
Като автор тя е член на Гилдията на авторите, Лигата на авторите на Америка, Американското дружество на редакторите на списания и Американската федерация на телевизионните и радио артисти. По време на успешната си кариера тя води, заедно със съпруга си, и активна благотворителна дейност в областта на образованието, сътрудничейки си с Колумбийския университет, Станфордския университет, Обществената библиотека на Ню Йорк и Американския природонаучен музей.
Хелън Гърли Браун умира на 13 август 2012 г. в Ню Йорк.

## Произведения
- Sex and the Single Girl (1962)[1][3][4]
Сексът и неомъжената жена, изд.: ИК „Кръгозор“, София (2004, 2008), прев. Антоанета Дончева-Стаматова
- Sex and the Office (1965)
Сексът и офисът, изд.: ИК „Кръгозор“, София (2008), прев. Антоанета Дончева-Стаматова
- Outrageous Opinions of Helen Gurley Brown (1967)
- Helen Gurley Brown's Single Girl's Cookbook (1969)
- Sex and the New Single Girl (1970)
- Having It All (1982)
Да имаш всичко, изд.: ИК „Кръгозор“, София (2005), прев. Антоанета Дончева-Стаматова
- The Late Show: A Semi Wild but Practical Guide for Women Over 50 (1993)
- The Writer's Rules: The Power of Positive Prose—How to Create It and Get It Published (1998)
- I'm Wild Again: Snippets from My Life and a Few Brazen Thoughts (2000)

### Екранизации
- 1964 Sex and the Single Girl – с Тони Къртис, Натали Ууд, Хенри Фонда, Лорън Бекол и Лари Сторч